# 康达维
康达维（英语：David Richard Knechtges，1942年10月23日—），是一名美国学者和汉学家。在华盛顿大学教授中国文学。

## 生平
康达维擅长汉赋和六朝文学，对于这一长期被西方学者忽视的领域做出了极大的贡献，致使这一方向重新引起西方学者的兴趣。康达维最著名的成就是首次全英文翻译了中国早期的文学选集《文选》。
2006年被选为美国文理科学院院士。2014年荣获第八届中华图书特殊贡献奖